# Karpospora
Karpospora (gr. καρπός – owoc, σπόρος – nasiono) – rodzaj zarodników wytwarzanych przez krasnorosty. Karpospory powstają w karposporangiach osobników w fazie karposporofitu, na końcach nici sporogenicznych. Są nieuwicione, nagie. Zwykle są diploidalne. Kiełkują z nich kolejne pokolenia sporofitów.